# عبد المحسن العسيري
عبد المحسن عبد الرحمن علي العسيري لاعب كرة قدم سعودي لاعب سابق في نادي النصر السعودي حيث تدرج من الفئات السنية حتى وصل إلى الفريق الأول.
أعاره النصر لناديي الرائد والفيحاء و بعدها استغنى عنه النصر ووقع في عام 2016 نادي ضمك و في شهر مارس 2017 تم إيقافه 4 سنوات بسبب المنشطات .

## إنجازاته
- إحراز كأس الاتحاد السعودي لدرجة الشباب 2008 مع نادي النصرa .
- إحراز كأس الاتحاد السعودي لدرجة الشباب 2009 مع نادي النصرn.
- في عام 2009 صعد إلى الفريق الأول لفريق كرة القدم بنادي النصر واختير من مدرب الفريق جورج داسيلفا للذهاب للمعسكر الاعدادي في برشلونة الإسبانيا

## روابط خارجية
- عبد المحسن العسيري على موقع Soccerway.com (الإنجليزية)